# Lambert Romanus Kämmerling
Lambert Romanus Kämmerling FSC (* 28. April 1917 als Ernst Kämmerling in Erkelenz; † 12. Februar 1945 in Manila, Philippinen) war ein deutscher Schulbruder und Märtyrer. 

## Leben
Ernst Kämmerling trat im Alter von 14 Jahren in das Juvenat Le Rancher der Schulbrüder in Teloché in Frankreich ein. Unter dem Ordensnamen Lambert Romanus begann er am 1. Oktober 1933 das Noviziat und legte am 2. Oktober 1934 die Zeitlichen Gelübde ab. Er ging zum Erlernen des Englischen nach Dover. Dann unterrichtete er an einer Ordensschule in Singapur. Mit dem Ausbruch des Zweiten Weltkriegs wechselte er an das Kolleg der Schulbrüder in das anfänglich neutrale Manila auf den Philippinen. Dort fiel er kurz vor Kriegsende mit 40 anderen einem Massaker durch die japanische Besatzungsmacht zum Opfer.

## Gedenken
Die Römisch-katholische Kirche in Deutschland hat Bruder Lambert Romanus Kämmerling als Märtyrer in das deutsche Martyrologium des 20. Jahrhunderts aufgenommen.